# Digimon Universe: Appli Monsters
Digimon Universe: Appli Monsters (デジモンユニバース アプリモンスターズ Dejimon Yunibāsu Apuri Monsutāzu?) es un proyecto multimedia japonés, creado por Toei Company y Bandai Namco Holdings. Se trata de la octava entrega oficial de la franquicia Digimon, aunque también se la considera como su propia franquicia separada de la original. También es la primera entrega oficial de la franquicia de Digimon después de que WiZ se convirtió en subsidiaria de propiedad total de Namco Bandai Holdings el 30 de septiembre de 2016. Una serie animada de la franquicia fue hecha por Toei Animation, producido por Dentsu, dirigida por Gō Koga y escrita por Yōichi Kato (Monster Strike, Yo-Kai Watch) con el diseño de personajes por Kenichi Onuki (Gundam Build Fighters). 
El tema de la serie gira en torno a la singularidad tecnológica y la inteligencia artificial, un tema compartido con los Appmon y los peligros de la tecnología cuando se utiliza imprudentemente.

## Sinopsis
En el año 2045, la World Wide Web se ha convertido en el hogar de unas criaturas nacidas de las aplicaciones de móvil, "Appli Monsters" (アプリモンスターズ Apurimonsutāzu) o "Appmons". La serie se centra en Haru Shinkai, un estudiante de secundaria. Un día Haru consigue un ApliDrive y conoce a Gatchmon. Este le cuenta sobre la malvada inteligencia arificial Leviatán y cómo está infectando a otros appmon con un virus para volverlos malos y poder controlar así el mundo humano, por lo que ambos se unen para detenerla. Junto con otros AppliDrivers intentarán vencer a Leviatán y restaurar la paz y el equilibrio en los dos mundos.

## Personajes
Haru Shinkai (新海 ハル Shinkai Haru) 
Seiyū: Yumi Uchiyama
Es el protagonista de la historia, un chico de 13 años cuyo compañero es Gatchmon, el appmon de la aplicación de búsqueda. Juntos intentarán detener a Leviatán en su plan para dominar el mundo. El color de su AppliDrive es el rojo.
Eri Karan (花嵐 エリ Karan Eri) 
Seiyū: Umeka Shōji
Una niña de 14 años miembro del grupo de idols "AppliYama 470". Su compañero es Dokamon, el appmon de un juego de acción, y el color de su AppliDrive es el azul.
Asuka Torajirou  (飛鳥 虎次郎 Asuka Torajirō) 
Seiyū: Kokido Shiho
Es un niño de 12 años y un ''Apptuber'' famoso, sube vídeos al ''Apptube'' bajo el seudónimo de ''Astra". Su compañero es Musimon, el appmon de la aplicación de música, y el color de su AppliDrive es el amarillo.
Rei Katsura (桂 レイ Katsura Rei) 
Seiyū: Toshiyuki Toyonaga
Es un misterioso hacker de 13 años y cuyo hermano pequeño ha sido capturado por Leviatán. Aunque también esté luchando contra Leviatán se niega a cooperar con Haru y los demás al principio. Su compañero es Hackermon, el appmon de  una aplicación de hackeo y el color de su AppliDrive es el negro.

## Manga
Dos adaptaciones del manga fueron liberados por Shueisha en noviembre de 2016. El primero de ellos fue ilustrado por Naoki Akamine y es de serie en el V-Jump . El segundo manga, titulado Digimon Universe Appli Monsters: Appmon Gakuen (デジモンユニバース アプリモンスターズ アプモン学園 Dejimon Yunibāsu Apuri Monsutāzu Apumon gakuen?) fue ilustrado por Katsumi Hirose y está serializado en Saikyō Jump.

## Appmon
Los Appmon (アプモン Apumon?), abreviatura de Appli Monsters (アプリモンスターズ Apuri Monsutāzu?), son las criaturas ficticias principales de la franquicia. Similares a los Digimon con la diferencia que cada criatura está relacionada con las aplicaciones de los teléfonos inteligentes.

### AppLink
El Applink es un método de incremento de poder, velocidad o agregar habilidades pasivas a los usuarios de manera conveniente combinando dos Appmon Chip.

### AppGatai
Un Appmon evoluciona a través de una AppFusion. Esto ocurre si el Applink es con una combinación específica de los Appmon Chip.

### AppliArise
Método en el cual el Applidriver, por medio de su Applidrive materializa al Appmon, Super Appmon, Kiwami Appmon, o Kami Appmon.